# Balassa Bálint
Gróf gyarmati és kékkői Balassa vagy Balassi Bálint (Kékkő, 1626 – Zólyom, 1684. január) császári és királyi tanácsos, Hont vármegye főispánja és a korponai őrség főparancsnoka, a 17. századi barokk nemesi költészet alakja.

## Élete
Balassa András és Bakos Mária fiaként született. Amikor apja másodszor is megnősült, Balassa kegyetlen mostohája elől Nagyszombatba menekült a jezsuita atyákhoz, akik a katolikus vallásban nevelték, és tudományos oktatásban részesítették. Később a Bécsi Egyetemre ment, ahol a bölcselet doktora lett.
1649-ben apja halálával elfoglalta birtokait. 1651-ben aranysarkantyús vitéz és császári és királyi kamarás, 1659-ben királyi tanácsos és seregparancsnok lett. 1664-ben a török ellen harcolt, és szeptember 27-én Hont vármegye főispánjává nevezték ki, december 19-én pedig grófi rangot kapott. 1665. szeptember 13-án kékkői, 1667-ben korponai főkapitány lett. 1677. február 15-én a királyi tábla bírájává nevezték ki. Állásáról 1680 első napjaiban lemondott. 1684. január elején halt meg.

## Művei
- Oratio pro S. Ladislao rege Hungariae, 1665 körül jelent meg.
- Kéziratos műve: Tractatus brevis de locumtenentia regali et legali Hungariae, 1672, Szelepcsényi György esztergomi érseknek ajánlva, 18. századi másolatban megvan az Országos Széchényi Könyvtárban.
- Költeményei: szerelmi dalok, egy allegorikus játék fiatalkori viszontagságairól, valamint egy erőteljes, káromkodó költemény, az Átok.
- Utódja, Balassa Antal báró fedezte fel három költeményét 1663–69-ből, és közölte a Hazánk 1858 pesti, történelmi folyóiratban.

## Kiadások
- Átok (Toldy Ferenc: Magyar költői régiségek, 1828, hibásan a 16. századi Balassi Bálint költőnek tulajdonítva)
- 3 költemény (a Hazánk című, 1858-as kiadványban, a költő utódja, Balassa Antal báró közlésében)